# 6 Pułk Huzarów (Cesarstwo Niemieckie)

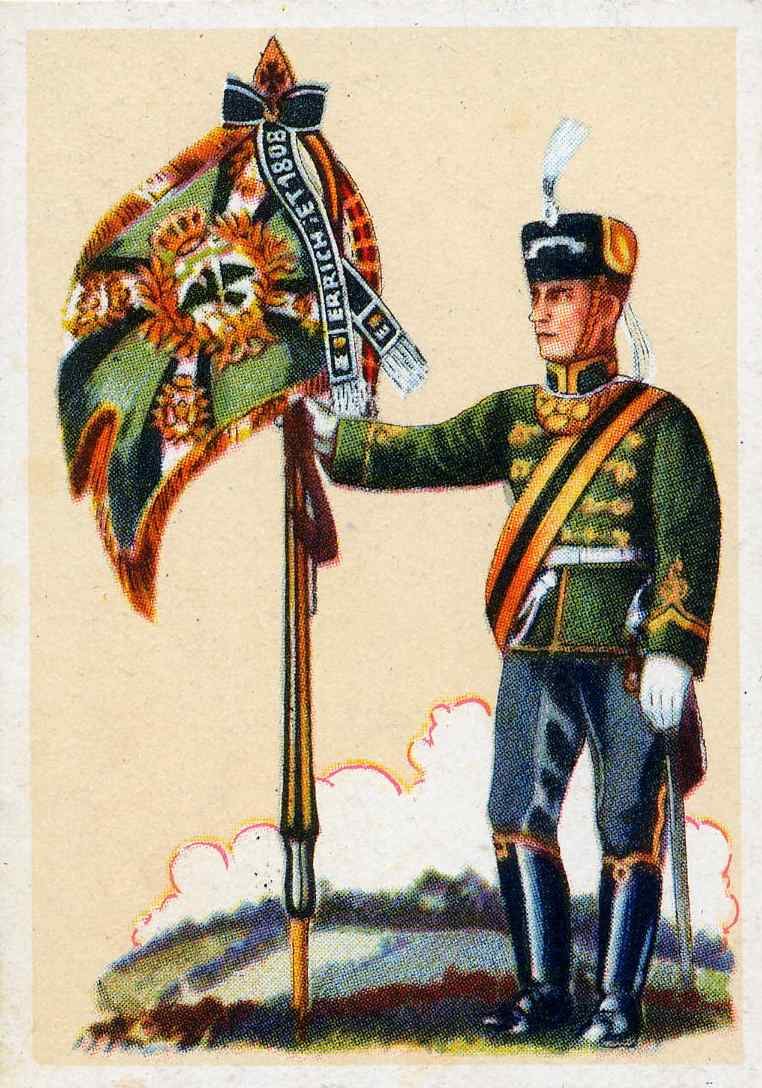
sztandar i mundur huzara z 6 Pułk Huzarów im. Hrabiego Goetzena (2 Śląski)

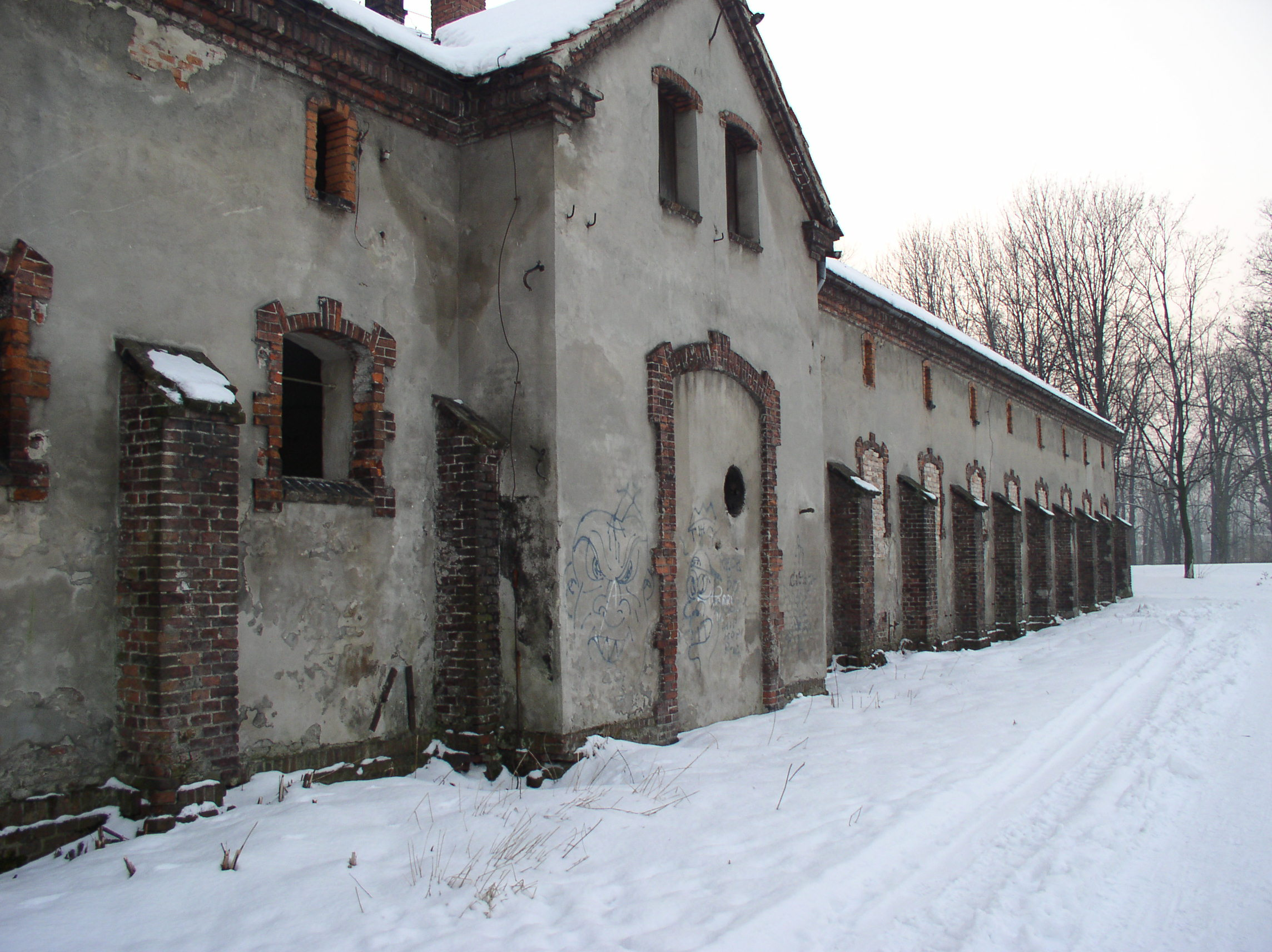
Racibórz – stajnie 6 pułku huzarów, stan obecny

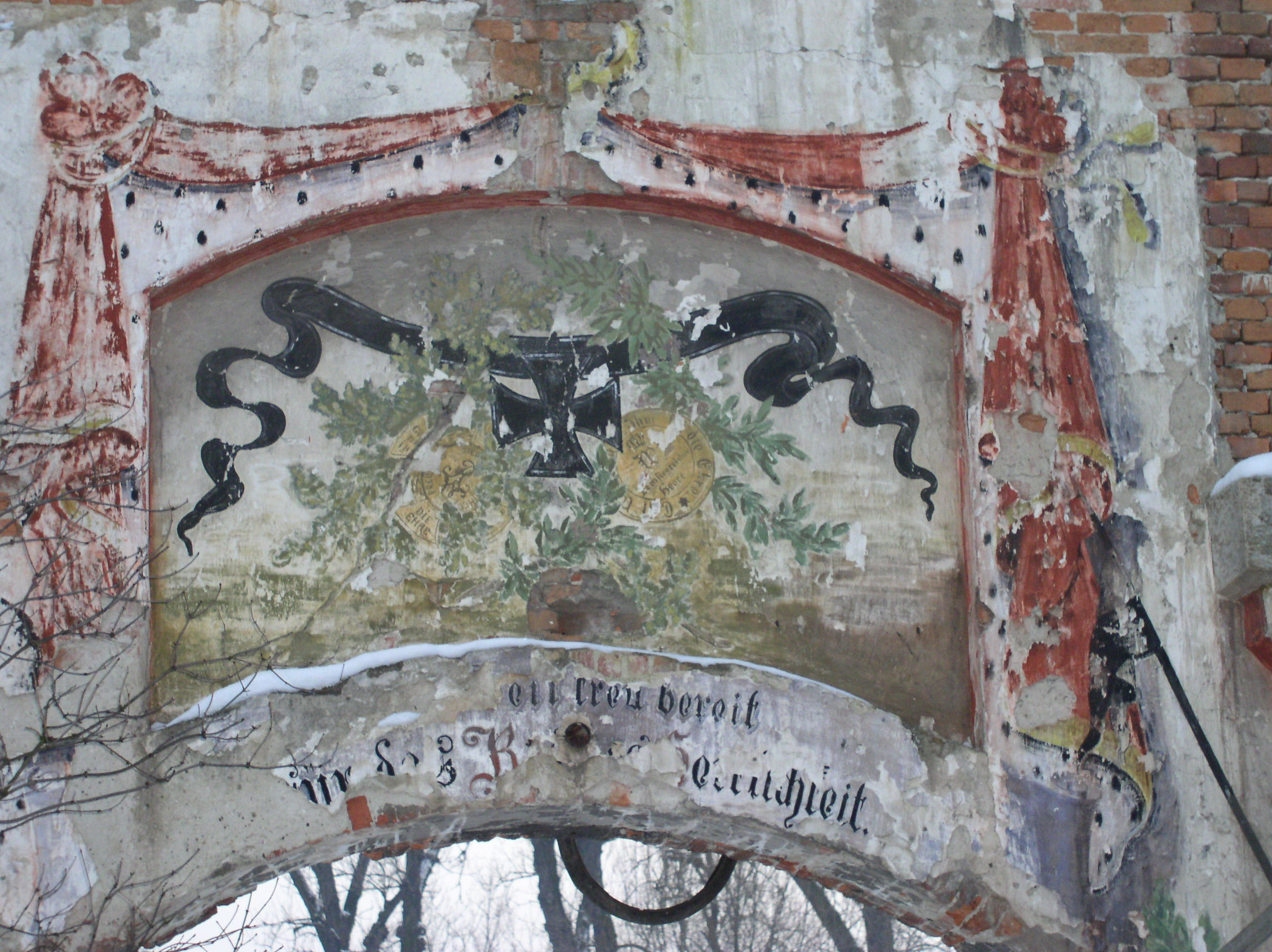
Racibórz – malowidło z inskrypcjami nad wyjściem ze stajni 6 pułku huzarów, stan obecny

6 Pułk Huzarów im. Hrabiego Goetzena (2 Śląski) (niem. Husaren-Regiment Graf Goetzen (2. Schlesisches) Nr 6) – pułk kawalerii okresu Cesarstwa Niemieckiego.

## Charakterystyka
Powstał 21 listopada 1808  rozkazem generalnego gubernatora Śląska – hrabiego Friedricha Wilhelma von Götzena. Rozformowany w lipcu 1919 na mocy traktatu wersalskiego. Ze względu na barwę mundurów huzarów z tej jednostki nazywano „zielonymi” lub „szpinakowymi”.
W XIX w. nazwa pułku ulegała zmianie. Pułk został sformowany w 1808 jako II Schlesisches Husaren-Regiment, następnie nosił nazwy:
od 1816 – 6. Husaren-Regiment (2. Schlesisches),
od 1823 – 6. Husaren-Regiment,
od 1860 – 2. Schlesisches Husaren-Regiment (Nr 6),
od 1861 – 2. Schlesisches Husaren-Regiment Nr 6,
od 1889 – Husaren-Regiment Graf Goetzen (2. Schlesisches) Nr 6.
W końcu XIX wieku 6 Pułk Huzarów był częścią 12 Brygady Kawalerii (dowództwo w Nysie), która wchodziła w skład 12 Dywizji. Natomiast 12 Dywizja była podporządkowana VI Korpusowi Armijnemu (z dowództwem we Wrocławiu).

 Wiosną 1914 był w strukturze 12 Brygady Kawalerii z 12 Dywizji Piechoty.
W wyniku mobilizacji, w sierpniu 1914 pułk osiągnął gotowość bojową i w składzie 12 Brygady Kawalerii z 5 Dywizji Kawalerii został wysłany na front zachodni.

## Miejsca stacjonowania
1808–1812: Ząbkowice Śląskie, Strzegom, Ziębice, Niemcza, Lubin i Wąsosz.
1815–1819: okupacja Francji.
Po 1819: sztab pułku oraz 2., a następnie (od 1857 r.) także 4. szwadron stacjonował w Prudniku. W tym czasie 3. szwadron pozostawał w Głogówku. Pozostałe szwadrony 1. i z czasem utworzony 5. kilkukrotnie przerzucano, lokując je m.in. w Ziębicach, Głubczycach, Głuchołazach, Białej i Grodkowie. Dopiero w 1889 władze wojskowe zdecydowały się skoncentrować 1., 2., 4. i 5. szwadron w Głubczycach; jedynie 3. szwadron pozostał w Głogówku, by ostatecznie w 1894 trafić do Raciborza.

## Dyslokacja na terenach okupowanych, po klęsce Francji w 1815
- 1816 – Trewir, Luksemburg, Saarlouis; 1817–1818 – Saarbrücken, Saarlouis, Stenay

## Udział w wojnach
- 1812 – przeciw Rosji

Bitwy: 1. i 2. szwadron w składzie kombinowanego pułk huzarów Nr 3 Ekawa na Łotwie, Ķekava, Tomoszna, Bauska, Ruhenthal, Gräfenthal, St. Olay i Friedrichstadt.
- 1813–1814 – przeciw Francji

Bitwy: 1. i 2. szwadronu: Budziszyn, Drezno, Lipsk, Saint-Avold, Saint-Aubin, Brienne le Châteua, La Rothière, Montmirail, Neuilly, Laon.
3. i 4. szwadronu (w składzie kombinowanego pułk huzarów Nr 5): Gr. Goerschen, Gr. Beeren, pod Dippach, Hoogstraten, Leuven, Lille, Sweweghem, Harlebecke i Coutray

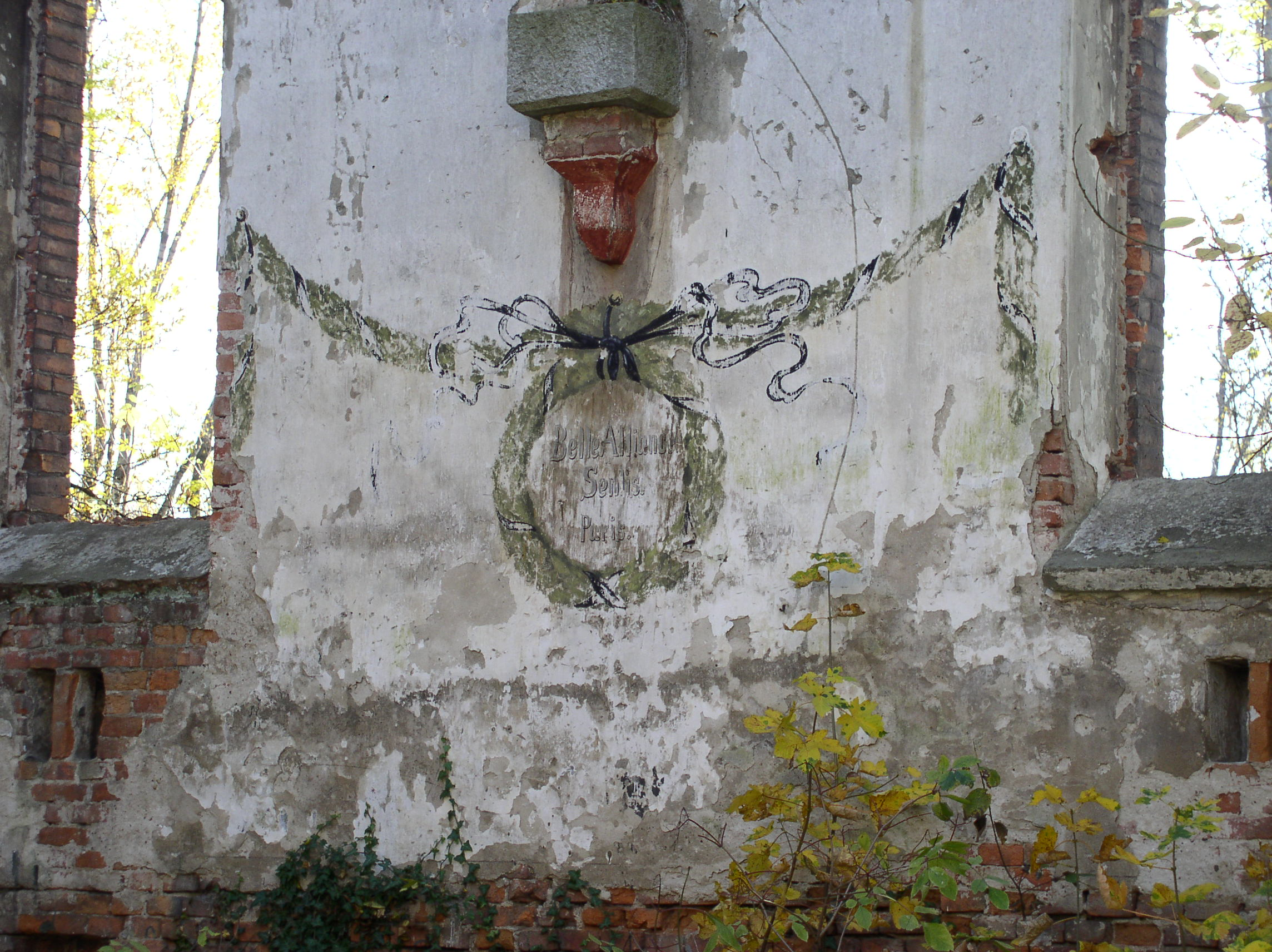
Racibórz – stajnie 6 pułku huzarów, malowidło naścienne upamiętniające kampanię 1815 r., stan obecny

- 1815 – przeciw Francji (100 dni Napoleona)

Bitwy: Belle Alliance (nieopodal Waterloo), Senlis.
- 1866 – przeciw Austrii

Bitwy: pomiędzy Sadową a twierdzą Königgrätz (obecnie Hradec Králové), Josephstadt.
- 1870–1871 – przeciw Francji

Bitwy: Beaumont, Sedan, oblężenie Paryża, Marolles, Artenay, Durcelles, Marchénoir, Coulmiers, Bazoches-les-Gallerandes, Orlean, Meung, le Bardon, Beaugency-Gravant, Bendome, Mans i Baiges.
Straty: 1 oficer, 33 szeregowych, 85 koni.
- I wojna światowa – 1914–1918.

1914 – pułk początkowo walczył na froncie zachodnim pod Saint-Quentin, Soissons i Reims. W październiku przeniesiony na front wschodni. Bitwy w okolicach Łodzi i Tomaszowa.
1915 – walki w Karpatach, następnie udział w ofensywie w Galicji i na Wołyniu, gdzie pułk wsławił się zdobyciem Włodzimierza Wołyńskiego i Kowla. W toku dalszych operacji huzarzy dotarli do Kobrynia i Pińska.
1916 – pułk stacjonował w rejonie Kobrynia i Pińska, w połowie roku przeniesiony do Białej.
1917 – pułk stacjonował w okolicach Białej, następnie przeniesiony pod Wilno.
1918–1919 – pułk pełnił służbę patrolową na Wileńszczyźnie, m.in. ochraniał szlaki komunikacyjne. Tu huzarów zastał koniec wojny.
Straty: spośród 450 żołnierzy tej formacji śmierć poniosło 138, w tym 18 oficerów – na czele z dowódcą baronem von Lepelem, poległym w 1918.

## Szefowie pułku
- 9 IX 1809 do 29 II 1820 – gen. hr. Friedrich Wilhelm von Götzen(inne języki)
- 30 XI 1841 do 30 X 1866 – ks. Karol bawarski(inne języki)
- 10 VI 1871 do 1914? – wielki książę rosyjski Aleksander Aleksandrowicz

## Dowódcy
- 1809 Friedrich Wilhelm v. St. Paul
- 1809 Heinrich Bernhard v. Winterfeld
- 1810 Theodor Ernst v. Eicke
- 1816 Andreas Iwan v. Witowski (Witowsky)
- 1817 Karl Friedrich Wilhelm Erdmann v. Langen
- 1823 baron Gustav Friedrich Wilhelm v. Barnekow
- 1834 Georg Heinrich Ludwig August Ernst v. Schönermark
- 1840 baron Karl Friedrich Gottfried Peter v. Forstner
- 1842 Ludwig Friedrich Viktor Gr. v. Westarp
- 1848 Karl Albert v. Rudolphi
- 1854 August Karl Wolf Weber
- 1859 Alexander Thilo v. Trotha
- 1866 Karl Luis Hermann Krug v. Nidda
- 1868 Georg Wilhelm Karl v. Graevenitz
- 1875 Arthur Egmund v. Stangen
- 1876 Otto August Johhanes Kähler
- 1882 Achatius Wilhelm Hugo v. Rosenberg
- 1888 baron Friedrich Georg Hyppolyt v. Saurma
- 1892 Ludwig Erdmann Joseph v. Ziegler u. Knipphausen
- 1895 Hans Wilhelm Georg v. Bornstedt
- 1900 Otto Liman
- 1906 Bernhard Andreas Wilhelm Sydow
- 1911–1915 Victor von Lepel
- 13 lutego–6 maja 1915 Alfred von Hülst
- 7 maja 1915–30 czerwca 1919 Paul von Troschke

## Polacy w szeregach Pułku
- Andreas Witowski
- Severyn Felix von Szczytnicki
- Titus v. Szczytnicki – w służbie niem. doszedł do stopnia gen.
- Kazimierz Raszewski – w Wojsku Polskim gen. broni
- Feliks Leo Alex Lodzia von Poniński
- hr. Stefan Sumiński